# Liste der FFH-Gebiete im Landkreis Miesbach
Die Liste der FFH-Gebiete im Landkreis Miesbach zeigt die FFH-Gebiete des oberbayerischen Landkreises Miesbach in Bayern. Teilweise überschneiden sie sich mit bestehenden Natur-, Landschaftsschutz- und EU-Vogelschutzgebieten.
Im Landkreis befinden sich acht und zum Teil mit anderen Landkreisen überlappende FFH-Gebiete.
| Attenloher Filzen und Mariensteiner Moore |  | 8235-371 WDPA: 555522189 | Landkreis Miesbach, Landkreis Bad Tölz-Wolfratshausen |  | ⊙ | 650,20    |  |
| Ellbach- und Kirchseemoor                 |  | 8235-301 WDPA: 4416      | Landkreis Miesbach, Landkreis Bad Tölz-Wolfratshausen |  | ⊙ | 1.173,00  |  |
| Flyschberge bei Bad Wiessee               |  | 8236-371 WDPA: 555522190 | Landkreis Miesbach                                    |  | ⊙ | 954,58    |  |
| Leitzachtal                               |  | 8237-371 WDPA: 555522191 | Landkreis Miesbach, Landkreis Rosenheim               |  | ⊙ | 2.240,70  |  |
| Mangfallgebirge                           |  | 8336-371 WDPA: 555537969 | Landkreis Miesbach                                    |  | ⊙ | 14.871,30 |  |
| Mangfalltal                               |  | 8136-371 WDPA: 555522144 | Landkreis Miesbach, Landkreis Rosenheim               |  | ⊙ | 1.347,64  |  |
| Taubenberg                                |  | 8136-302 WDPA: 555537947 | Landkreis Miesbach                                    |  | ⊙ | 1.847,00  |  |
| Wattersdorfer Moor                        |  | 8137-301 WDPA: 555522145 | Landkreis Miesbach                                    |  | ⊙ | 346,00    |  |
| Legende für Fauna-Flora-Habitat           |  |                          |                                                       |  |   |           |  |